# Copăceni (Racovița), Vâlcea
Copăceni este un sat în comuna Racovița din județul Vâlcea, Muntenia, România.
Copăceni-Racovița. Satul Copaceni se află la 45 de kilometri nord de Râmnicu Vâlcea, în Țara Loviștei. Aici se poate ajunge urcând pe Valea Oltului pe șoseaua care leagă Râmnicu Vâlcea de Sibiu și continuând pe drumul lateral ce trece Oltul pentru a lega mânăstirea Cornet de satele Perișani, Bratovești și Titești.
Satul Copăceni, aparține administrativ comunei Racovița. Istoria acestuia este comună tuturor localităților din Țara Loviștei, sate de munte risipite, bune locuri de refugiu pentru pustnici, haiduci fugari și ciobani veniți în secolele al XVIII-lea și al XIX-lea din Transilvania (Mărginimea Sibiului, Făgăraș), Argeș sau Mehedinți. Păstoritul și exploatarea lemnului au fost și rămân și în prezent, principalele ocupații ale acestei populații heterogene.
Pe fânețe și pajiștile naturale din interiorul si apropierea satului pasc și cresc animale domestice: bovine, ovine, cabaline, caprine.
Fauna  cuprinde mistreți, căpriori, iepuri, vulpi, urși ș.a.
Vegetația este reprezentată de păduri (salcâmi, carpen ș.a.), fânețe, pășuni și livezi de pomi fructiferi;